# Torquato Tasso
Torquato Tasso (Sorrento, cerca de Nápoles, 11 de marzo de 1544-Roma, 25 de abril de 1595) fue un poeta italiano de la época de la Contrarreforma. Es conocido sobre todo por su extenso poema épico Jerusalén liberada, ambientado en el asedio de Jerusalén durante la Primera Cruzada, así como por la locura que le aquejó en sus últimos años. Para algunos es uno de los cuatro grandes poetas de Italia.

## Biografía
Torquato Tasso procedía de una noble familia originaria de Bérgamo. Su padre era el poeta cortesano Bernardo Tasso, por entonces al servicio del príncipe de Salerno, y su madre, Porzia dei Rossi. Sus primeros años los pasó en Nápoles, donde se educó con los jesuitas. A los diez años, en 1554, siguió a su padre a Roma. La madre de Tasso, que había permanecido en Nápoles, murió dos años después, en febrero de 1556. En septiembre de ese mismo año, Bernardo Tasso pasó al servicio de Guidobaldo II, duque de Urbino, y envió a su hijo a Bérgamo. Al cabo de pocos meses, el futuro poeta se reunió con su padre en Urbino, y luego marchó a Pésaro, donde completó su educación, siendo compañero de estudios del hijo del duque.
A principios del año 1559, Torquato se reunió con su padre en Venecia. En 1560 se instaló en Padua, donde estudió filosofía y retórica y compuso su obra Rinaldo (1562), poema caballeresco en octavas. De esta época data también el primer borrador de su Jerusalén liberada. Más adelante, continuó sus estudios en Bolonia, pero fue expulsado de la ciudad a causa de ciertos poemas satíricos. Regresó a Padua, donde continuó estudiando, y donde formó parte de la informal Academia degli Eterei (Academia de los Etéreos), con el sobrenombre de Pentito (Arrepentido).
Durante su estancia en Padua compuso sus primeros poemas líricos, dirigidos primero a su amada Lucrezia Bendiddio, y luego a la mantuana Laura Peverara. Tras finalizar sus estudios, en 1565, entró en Ferrara al servicio del cardenal Luis de Este, hermano de Alfonso II, duque de Ferrara. En septiembre de 1569 murió su padre. En 1571 Tasso realizó un breve viaje a Francia, acompañando al cardenal. La estancia allí no le fue grata (parece ser que se produjo un pequeño incidente con el rey Carlos IX, a quien Tasso criticó inoportunamente su tolerancia hacia los hugonotes), y regresó a Italia apenas le fue posible. Según menciona en su diálogo Cattaneo, durante su breve estancia en Francia conoció al poeta Pierre de Ronsard.
Después de breves estancias en Roma y en Pesaro, Tasso volvió a Ferrara, y pasó, en 1572, al servicio del duque, Alfonso II, con el título de «gentilhombre» (gentiluomo) y, a partir de 1576, con el cargo de historiador de la corte. En 1573, en la corte de Ferrara, hizo representar su fábula pastoril Amintas, que tuvo un gran éxito. Terminó su poema Jerusalén liberada, en el que llevaba trabajando unos quince años, en abril de 1575, pero no lo hizo imprimir, limitándose a leerlo públicamente en la corte. Preocupado por su obra, sobre la que tenía dudas tanto literarias como religiosas, confió su revisión a teólogos, filósofos y preceptistas literarios. Los revisores fueron muy críticos con la obra, lo que contribuyó no poco a la inestabilidad psíquica del poeta. Mientras el poema estaba siendo revisado, alguien, sin saberlo el autor, lo hizo imprimir en 1580.

En 1576 Tasso fue agredido por dos cortesanos de Ferrara, celosos de su éxito. En esta época, coincidiendo con la interminable revisión de la Jerusalén liberada, el poeta comenzó a mostrar los primeros síntomas de una inestabilidad psíquica que pudo ser esquizofrenia, y que le hacía caer en estados de profunda postración, de melancolía repentina, de irrefrenable ira y de manía persecutoria. También fueron aumentando sus escrúpulos religiosos. En 1575, a petición propia, se había hecho examinar por el inquisidor de Bolonia, y en 1577 por el de Ferrara. A pesar de ser absuelto por ambos, continuó atormentándose. Descontento de todo, huyó de la corte de Ferrara, disfrazado de campesino, y se refugió en Sorrento, en casa de su hermana, donde permaneció algunos meses. Tras un breve retorno a Ferrara, se trasladó a Turín.

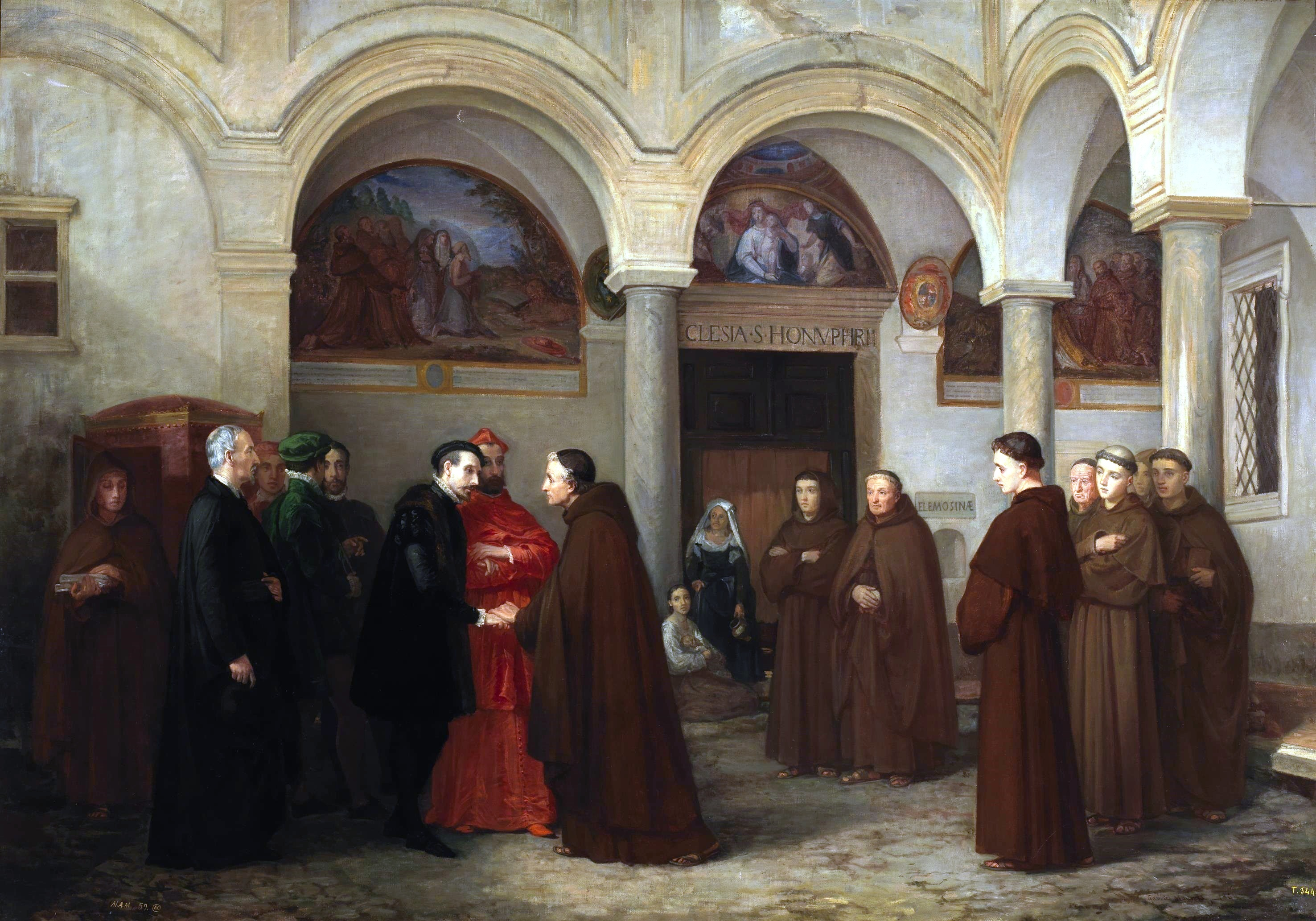
Torcuato Tasso se retira al convento de San Onofre en el Janículo, de Gabriel Maureta y Aracil. 1864. (Museo del Prado, Madrid).

De nuevo en Ferrara, fue readmitido en la corte del duque. Su desequilibrio se agudizó, llegando a atacar a un criado con un cuchillo. El duque Alfonso, contra el que había pronunciado públicas invectivas, lo hizo recluir en el Hospital de Santa Ana (1579–1586). El duque tenía miedo de que la obsesión religiosa de Tasso, que había llegado a acusarse a sí mismo de herejía, terminase siendo perjudicial para la Casa de Este. Fue visitado en el hospital por el famoso autor francés Michel de Montaigne, quien menciona esta visita en sus Ensayos.
En 1586, Vincenzo Gonzaga trasladó al poeta a Mantua, donde este pudo trabajar en su obra con cierta tranquilidad, aunque tuvo una recaída. En octubre de 1587 Tasso se fue a Módena, luego a Bolonia, y, en 1588, fue huésped de los monjes de Monte Oliveto, en Nápoles, donde escribió el primer volumen de un largo poema que quedaría inconcluso, el Monte Oliveto, sobre el origen de aquella congregación.
En sus últimos años sus escrúpulos religiosos le llevaron a realizar una revisión integral del poema, al que dio un nuevo título: Jerusalén conquistada (Gerusalemme Conquistata, publicada en 1593). Pasó sus últimos días en Roma, en el monasterio de San Onofre, en el Janículo, a donde había acudido al llamado del cardenal Aldobrandini, y donde falleció el 25 de abril de 1595, poco antes de la fecha prevista para su coronación como poeta por el papa Clemente VIII. Fue sepultado en ese monasterio de San Onofre.

## Obras

### Jerusalén liberada

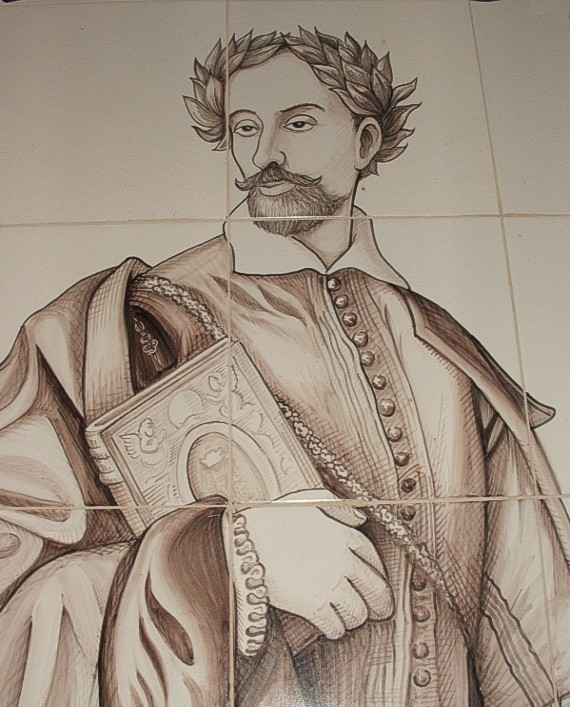
Retrato de Tasso sobre azulejos de cerámica en Sorrento.

La Jerusalén liberada es la obra más famosa de Torquato Tasso. Se trata de un poema épico en octavas reales, estructuradas en 20 cantos, cuyo asunto es el asedio de Jerusalén durante la Primera Cruzada. El tema —la defensa de la fe cristiana— está en consonancia con las preocupaciones de la Contrarreforma, y manifiesta el deseo de unión de la Cristiandad ante la amenaza que representa el Imperio otomano.

### Rinaldo
El Rinaldo puede considerarse un antecedente de la Jerusalén liberada. Es un poema épico en doce cantos compuesto en 1562, cuando el poeta tenía sólo 18 años. Narra las aventuras de Rinaldo y su amor por la princesa Clarice. En el poema se encuentran ya elementos que reaparecerán en la Jerusalén liberada (aventuras, duelos, amores, encantamientos, sueños, etc.), pero sin una intencionalidad religiosa tan marcada.

### Amintas
Amintas (Aminta) es un drama pastoril, en cinco actos, escrito en endecasílabos y heptasílabos alternados. Se estrenó en la corte de Ferrara el 13 de julio de 1573, con un inmenso éxito. Narra el amor del pastor Amintas por la ninfa Silvia, que no le corresponde por ser devota de la diosa Diana. Creyendo a su amada muerta por un lobo, Amintas intenta suicidarse lanzándose desde una roca. Silvia, arrepentida, busca a Amintas, al que cree muerto, y descubre que se ha salvado. La obra termina con los dos amantes el uno en brazos del otro. La obra se desarrolla en el ambiente idílico propio del género pastoril, con una marcada influencia de autores griegos como Teócrito; latinos (Virgilio); e italianos (Sannazaro, Poliziano o Ariosto).

### Rimas
Tasso trabajó durante toda su vida en las Rimas, en variados metros: sonetos, canciones en octavas, madrigales, etc. Los temas son también diversos: algunos más sinceros, como el amor, el homenaje a la belleza de la mujer o los elogios dedicados a los amigos, junto a otros que podemos considerar de circunstancias, compuestos con motivo de fiestas. También está muy presente en sus Rimas la temática religiosa.
El poeta compuso numerosos madrigales, algunos de los cuales fueron llevados a la partitura por célebres músicos de su época, como Claudio Monteverdi.

### Prosas
Se han recogido en Los mensajeros diversas prosas y diálogos de Tasso en los que se pone de manifiesto su busca continua de mediadores, dado el carácter tan cambiante de su tono vital. El primero de tales escritos, titulado "La fuga", es un escrito muy doloroso donde Tasso trata de explicar su vida desquiciada, tras su huida de la Corte en 1577, seguida de vagabundeos.
Otros dos textos extensos, salen de sus Dialoghi. Aparecen ahí las conversaciones con un espíritu o un demonio que hace de embajador del cosmos o los intercambios con voces fugitivas de viejos amigos, que retornan a la tierra sin encontrar la armonía. También trata la ambivalencia del impulso erótico ("No hay amor sin ira"), el conflicto entre religión y libertad, o la importancia de la escritura por ser para él sosegadora. Sus Discursos sobre el arte poética (Discorsi dell'arte poetica, 1594) recogen palabras encendidas sobre la creación literaria; las letras serían verdaderas, e "iguales a sí mismas: lo que una vez afirman, lo afirman siempre".

### Obras menores
- Las siete jornadas de la Creación (Le sette giornate del Mondo Creato) es un breve poema religioso, escrito en sus últimos años, en que se narra, con numerosas digresiones de orden doctrinal y teológico, la creación del mundo.
- Discursos sobre el poema heroico (Discorsi del poema eroico, 1567–1570)
- El rey Turismundo (Torrismondo), tragedia en cinco actos.

### Epistolario
- Comprende alrededor de 1700 cartas, desde 1564 hasta fechas próximas a su muerte.

## Traducciones español
- La Jerusalén libertada, Editors, 1987 ISBN 978-84-7561-446-5
- Noches, Visión Libros, 2002, ISBN 978-84-9770-405-2
- Los mensajeros, Cuatro Ediciones, 2007, ISBN 978-84-934176-4-2
- Jerusalén liberada, Acantilado, 2024, ISBN 978-84-19958-30-3

## Obras artísticas inspiradas en la figura de Tasso
La tormentosa vida de Tasso llamó la atención de numerosos escritores y artistas. Ya en 1755, el veneciano Carlo Goldoni compuso sobre él una tragedia en cinco actos. 
En 1790 el alemán Johann Wolfgang Goethe escribió una destacada obra teatral en cinco actos, Torquato Tasso, sobre la locura de los últimos años del poeta. 
El poeta inglés Lord Byron publicó en 1817 el poema The Lament of Tasso. El músico español Manuel García compuso la ópera La mort du Tasse sobre su vida y muerte en la corte de Ferrara que fue estrenada en el Teatro de la Academia Real de Música de París el 7 de febrero de 1821. En 1833 Gaetano Donizetti compuso la música de otra ópera, titulada también Torquato Tasso, con libreto de Jacopo Ferretti (1784–1852). En 1849, Franz Liszt escribió el poema sinfónico Tasso, lamento y triunfo sobre la obra de Byron.  
Charles Baudelaire compuso un poema titulado Sur Le Tasso en prison, inspirado en el cuadro Le Tasse dans la maison des fous del pintor francés Delacroix.